# Milan Katić
Milan Katić, cyr. Милан Катић (ur. 22 października 1993 w Belgradzie) – serbski siatkarz, reprezentant kraju, grający na pozycji przyjmującego. 

## Przebieg kariery
| Lata                  | Klub                  |
| --------------------- | --------------------- |
| 2009–2015             | OK Vojvodina Nowy Sad |
| 2015–2016             | Galatasaray Stambuł   |
| 2016–2017             | Łuczniczka Bydgoszcz  |
| 2017–2021             | PGE Skra Bełchatów    |
| 2021 (do 10.11.2021)  | LUK Lublin            |
| 2021– (od 08.12.2021) | Vero Volley Monza     |

## Sukcesy klubowe
Puchar Serbii:
- 2010, 2012, 2015

Liga serbska:
- 2011, 2012, 2014
- 2015

Puchar Challenge:
- 2015[5]

Superpuchar Polski:
- 2017, 2018

Liga polska:
- 2018

Puchar CEV:
- 2022[6]

## Sukcesy reprezentacyjne
Mistrzostwa Europy Kadetów:
- 2011

Mistrzostwa Świata Kadetów:
- 2011[7]

Memoriał Huberta Jerzego Wagnera:
- 2016

Liga Światowa:
- 2016

Mistrzostwa Europy:
- 2017